# Christia Mercer
Christia Mercer, född i Fort Worth, är en amerikansk filosof. Hon är professor vid Columbia University i New York. Åren 2019–2020 var Mercer ordförande för American Philosophical Association.

## Biografi
Christia Mercer studerade latin vid Gregoriana i Rom. Hon avlade doktorsexamen i filosofi år 1989 vid Princeton University; handledare var Margaret Dauler Wilson.
År 2004 utnämndes Mercer till Gustave M. Berne professor vid Columbia University. Hon har särskilt ägnat sig åt filosofihistoria och i synnerhet Leibniz och Descartes filosofiska teorier.